# Distichophyllum santosii
Distichophyllum santosii är en bladmossart som beskrevs av Edwin Bunting Bartram 1939. Distichophyllum santosii ingår i släktet Distichophyllum och familjen Hookeriaceae. Inga underarter finns listade i Catalogue of Life.